# 오리건 레이크 아스위고
다음과 같이 오리건 주 공무원에 의해 발표되었는데 그것은 오리건 레이크 아스위고의 주거 단지에 대한, 캘리포니아에 본사를 둔 소유자 및 운영자(프로메테우스 부동산 그룹)가 그것이 기존의 장애인 주민에게 합리적인 주거를 제공하는데 실패했다는 의혹을 풀기 위해서 47만 5천 달러를 내는데 동의했다는 것이다.
2011년 10월에, 제임스 칼로그리디스는 주거 단지 내의 그와 그의 아내의 주거지에 더 가까운 장애인 주차장을 요구했는데 그의 걷는 능력을 제한하는 장애 때문에 말이다.
하지만 2012년 1월에 그는 단지의 주차장에서 넘어져서 다쳤고, 2월 9일에 그의 부상 때문에 사망했는데; 2월 9일은 그가 요구했단 주차 공간을 단지 소유자가 그에게 준 지 단지 하루 지난 날이었다.
47만 5천 달러의 지급에 더해서, 프로메테우스 부동산 그룹이 다음과 같이 해야 한다는 것이 또한 동의되었는데 그것은 “오리건 평등주거법 그리고 연방 평등주거법(에프에이치에이)에 따르고, 모든 프로메테우스 소유 및 운영의 재산 목록을 볼리[노동산업담당국]에게 제공하고, 삼 년 간 볼리에 어떠한 재산 소유 변동 혹은 습득이라도 보고하고, 모든 프로메테우스 노동자에 대해 연례의 에프에이치에이 훈련을 실시하고, 반 년마다 볼리에 대한 임차인 배려 요구를 기록하는 “합리적 배려” 기록을 유지하고, 볼리에게 그 기관의 평가를 위하여 임차 장애인을 합리적으로 배려하는 것에 대한 그룹의 정책 및 실행을 제공하고, 오리건의 모든 프로메테우스 건물의 임차인들에게 그들의 합리적 배려에의 권리를 알려야 한다”는 것이다.